# تركات الفلاسفة
تركات الفلاسفة باليونانية (Διαδοχὴ τῶν φιλοσόφων): وهو اسم لعدة أعمال مفقودة من الحقبة الهلنستية، غايته تصوير فلاسفة المدارس المختلفة كفترات متعاقبة ضمن تركة كانوا يشكلون جزءاً منها. من القرن الثالث إلى الأول قبل الميلاد، كانت قد كتبت أجزاء منه من قبل أنتيجونيس من كاريستوس، سوتيون، هيراقليديس ليمبوس، سوسيكراتيس، ألكساندر بوليستور، جيسون من نيسا، أنتيثينيس من روديس، ونيقياس من نيقيا. عمل ديوجينيس الناجي «حيوات وآراء الفلاسفة البارزين» يرسم صورة هذا التقليد.
بالإضافة لذلك، كان هناك مؤرخون من مدراس مفردة، كأعمال فانياس من إيريسوس، وإدومينوس من لامبيسيكوس، سفيروس، ستراتيكليس.
وسط أوراق من البردي وجدت في مقر يوليوس قيصر في مدينة هيركلونيوم الرومانية، كان يوجد أعمال مكرسة لما تركه ستويكس، أكاديمكس، إيبيكوريانيس. في فترة تالية، أنجز المؤرخ الروماني بلوتارش عمله «عن الفلاسفة الأوائل وورثتهم» وعن Cyrenaics (مدرسة فلسفية يونانية قديمة تتبنى مذهب المتعة المفرطة – القرن الرابع قبل الميلاد)، كما كتب جالن (كلاوديوس إيليوس جالينوس 129 – 200 بعد الميلاد – فيزيائي وفيلسوف روماني بارز من المنطقة اليونانية) حول طائفة أفلاطون وطائفة مذهب المتعة.
كان يوجد غالباً بعض السير عن فلاسفة خاصين مع وصف موجز عن ورثتهم ومريديهم، ونذكر مثلاً: كتابين بنفس الاسم «حياة فيثاغورس» واحد لأريستوكسينوس والآخر لـ لامبليكوس، وكتابين آخرين بنفس الاسم كذلك عن أرسطو «حياة أرسطو»، الأول لأندرونيكوس والثاني لبتوليمي.